# Енн Гетевей
Енн Жаклі́н Ге́тевей (англ. Anne Jacqueline Hathaway; нар. 12 листопада 1982, Нью-Йорк) — американська акторка театру та кіно, співачка. Володарка багатьох кінопремій: «Оскар» (2013), премій Гільдії кіноакторів США (2013), БАФТА (2013) та «Золотий глобус» (2013). У 2009 році увійшла в список Forbes Celebrity 100.
Дебютувала в 1999 році в серіалі «Будь собою», будучи ще підлітком, а славу здобула головною роллю в повнометражній діснеївській кінострічці «Щоденники принцеси» (2001). Після успіху «Принцеси» отримувала запрошення винятково на ролі у сімейних комедіях, зокрема, «Зачарована Елла», продовженні «Щоденників принцеси». З часом зламала образ акторки «дитячих фільмів», починаючи грати у драматичних стрічках — «Крейзі» (2005), «Горбата гора» (2005) та «Диявол носить „Прада“» (2006). За драматичні кінострічки «Рейчел одружується» (2008) і «Кохання та інші ліки» (2010) Гетевей отримала номінації на «Оскар» і «Золотий глобус» у категорії «Найкраща головна жіноча роль».
Акторка мала подальших комерційний успіх з комедіями «Будь кмітливим» (2008), «День Святого Валентина» (2010) та фентезійним фільмом «Аліса в країні див» (2010). Її кар'єра наповнена різними ролями в блокбастерах: Жінка-кішка у фільмі Крістофера Нолана «Темний лицар повертається» (2012), повія, хвора на туберкульоз, у мюзиклі «Знедолені», за яку вона виграла премію «Оскар» за найкращу жіночу роль другого плану, Амелія Бренд у науково-фантастичному фільмі «Інтерстеллар» (2014), Солен у романтичній комедії «Думка про тебе» (2024).

## Життєпис
Енн Жаклін «Енні»" Гетевей народилась у Брукліні (Нью-Йорк) у родині адвоката Джеральда Гетевея й акторки Кейт МакКолі. Родина Гетевей має ірландсько-французьке походження з домішками німецької та індіанської крові. Була названа на честь дружини Вільяма Шекспіра; з дитинства мати передавала Енн свій інтерес до акторського мистецтва. Одночасно Енн та її братів (Майкла і Томаса) виховували в суворих католицьких традиціях, тому якийсь час Енн мріяла присвятити своє життя церкві, ставши черницею, але відмовилась від ідеї, оскільки католицька церква не сприймає негетеросексуальних людей — таких, як її старший брат Майкл.
З шести років жила у штаті Нью-Джерсі, де навчалася у середній школі селища Міллберн, в якій вперше виступила на сцені, граючи у численних шкільних спектаклях. Мати помітила хист Енн до театральної гри, але наполягла, щоб донька спочатку здобула освіту. У віці восьми років вона була вражена грою своєї мами у мюзиклі «Знедолені», де та зіграла роль Фантіни, однак батьки не дозволяли їй думати про акторську кар'єру. Після цього мати покинула акторську діяльність, аби присвячувати час вихованню дітей. Оскільки католицизм вважався цінним у родині, Енн Гетевей мріяла в дитинстві стати черницею, однак акторство було більшим пріоритетом. Її родина полишила католицьку церкву в замін на єпископальну, оскільки та приймала гомосексуальність, однак зрештою її також покинули.
Гетевей вступила до коледжу Vassar у Покіпсі, а згодом навчалася при Нью-Йоркському університеті в школі «Gallatin School of Individualized Study», одночасно беручи участь у розважальній програмі Barrow Group Theater Company's, де була єдиним підлітком. Також у шкільні роки Енн проявила вокальні здібності  — вона має сопрано і у 1998 році двічі виступала в Карнегі-Голлі з хором коледжів східних штатів (All Eastern US High School Honors Chorus). Вона навчалась в Американській академії драматичного мистецтва. Вона провела декілька семестрів, вивчаючи політологію у Вассар-коледжі у містечку Пукіпсі, перш ніж перейти до Галлатинської школи індивідуалізованного навчання Нью-Йоркського університету.

## Кар'єра
Першу роль Гетевей виконала в телесеріалі від компанії Fox «Будь собою» (Get Real). В ньому вона грала роль дівчини-підлітка Меган Грін, разом з Джоном Тенні, Деброю Фарентіно та Джессі Айзенбергом. Після його закриття відразу отримала кілька пропозицій, з яких обрала контракт зі студією Disney одразу на два фільми з можливим продовженням. Спершу знімалась для фільму «По той бік неба», але на екрани першим потрапили «Щоденники принцеси» (The Princess Diaries) — і одразу зібрали касу, у понад 6 разів більшу за бюджет стрічки, та стали її кінодебютом. Натомість картина на релігійну тематику «По той бік неба» пройшла практично непоміченою в обмеженому прокаті, продемонструвавши, проте, здатність Гетевей виконувати різнопланові ролі. Однак поки що драматична робота нікого не цікавила — продюсери вимагали «Щоденників принцеси — 2». Робота над якими дещо затягнулась, тож Гетевей спробувала себе в інших фільмах.
У лютому 2002 року акторка дебютувала на сцені Бродвею у City Center Encores зі спектаклем «Карнавал». Створений Гетевей образ Лілі з демонстрацією як акторської, так і вокальної майстерности дуже сподобався і публіці, і театральній критиці. Але кінобізнесмени бачили за нею вже тільки амплуа героїні сімейних комедій, тому пропозиції надходили вельми одноманітні, як, в результаті, і фільми. І якщо «Ніколас Ніклбі» отримав непогані відгуки, то екранізація відзначеного літературними нагородами роману «Зачарована Елла» була вщент розгромлена критикою, фільм не окупився.
Сімейні фільми могли остаточно закрити перед Гетевей двері до акторського майбутнього — сама вона назвала «Щоденники» в одному з інтерв'ю «цегляною стіною для кар'єри». Тож у 2004 році Гетевей майже відгукнулась на пропозицію ролі Крістін у «Привиді опери», але була змушена відмовитися, зв'язана контрактом на «Щоденники принцеси-2: Як стати королевою».
Перший же фільм після закінчення контракту, в якому Гетевей замінила Менді Мур, котра відмовилась від ролі через відверті сцени, отримав скандальну славу — прокат стрічки «Крейзі» про двох дівчат із заможних білих родин, які грають з підлітковою бандою в її ігри латиноамериканському кварталі, заборонили в кількох країнах, і навіть у кінотеатри США вона не потрапила. В цій картині Гетевей довела свою здатність виконувати ризиковані, складні і зрілі ролі. Подальша кар'єра її розвивалась стрімко.
Практично одночасно з «Крейзі» Гетевей працює у картині «Горбата гора», що стала головним фільмом 2005-го року за кількістю нагород (3 «Оскари», 4 «Золоті глобуси», «Золотий Лев» і 63 інші нагороди). Після цієї роботи вона отримує значно серйозніші пропозиції.

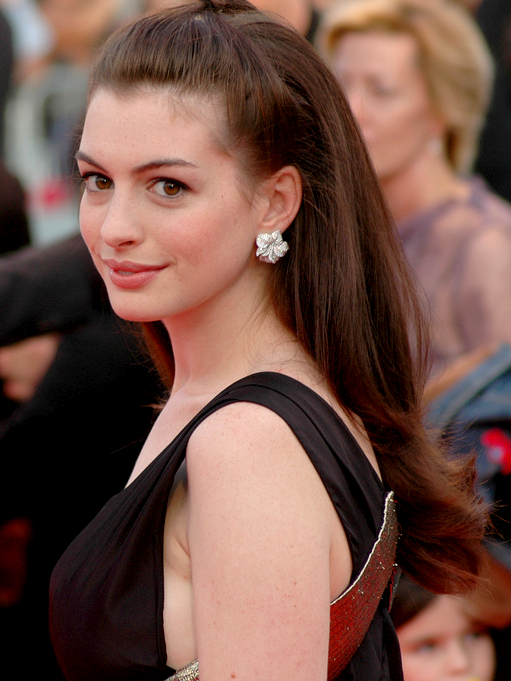
У 2007 році

Досвід втілення «принцес» прислужився в екранізації 2006 року одного з найгучніших літературних творів останнього часу, що гостро висміює світ моди і жіночих журналів — «Диявол носить Prada». У Голлівуді, втім, усю сатиру з першоджерела видалили і перетворили стрічку в ультрагламурну демонстрацію останніх досягнень іменитих дизайнерів та стилістів. Гетевей вчергове зображує метаморфозу з «попелюшки» в «ікону стилю», тонко збанласувавши обидва образи. Через гламуризацію оригіналу фільм не отримав жодної серйозної нагороди, крім двох номінацій на Оскар, зате збори склали 300 мільйонів, окупивши картину майже в 10 разів. Гетевей отримала широку популярність серед дівочої авдиторії, фанатки створювали вебсайти про неї.
Зірковий статус дав їй можливість вибору, і Гетевей одразу відмовляється від ролі в прибутковій підлітковій комедії «Трошки вагітна» через фінальну сцену, де на весь екран демонструються геніталії її дублерки. «Я не думаю, що це те, що конче необхідне цьому фільму» — сказала Гетевей і обрала втілити Джейн Остін в однойменній екранізації біографію письменниці.
2007 року Гетевей втілила шпигунку в успішному римейку пародійного шпигунського серіалу 60-х Мела Брукса «Будь Кмітливим» (Get Smart) зі Стівом Кареллом та Двейном Джонсоном. Хоч нагород комедія не отримала, а відгуки критики були суперечливими, картина зібрала майже 250 млн, ставши найкасовішим фільмом для Гетевей і для Карелла.
Через кілька місяців вийшла незалежна драма про боротьбу з залежностями та сімейні стосунки «Рейчел одружується», яка провалилась в прокаті, але зібрала численні нагороди й номінації, починаючи з нагороди кінофестивалю в Палм-Спрінгс і закінчуючи номінаціїєю Гетевей за найкращу жіночу роль на «Золотий глобус» та премію американської кіноакадемії «Оскар». Ця наднапружена роль жінки на межі нервового зриву збіглася з особистими проблемами акторки, внаслідок яких вона полишила вегетаріанство і почала палити.
Ще дві стрічки вийшли наприкінці 2008 року — ромком «Війна наречених» та драма «Пасажири». Першу картину Гетевей охарактеризувала як «жахливо комерційну» — і фільм вийшов посереднім і не відзначився ні прибутками, ні нагородами. «Пасажири» ж провалились у прокаті і отримали нищівну критику. У 2009 році Гетевей бере павзу у зйомках, зігравши лише невелику роль у документалці «PoliWood».
Використавши відпочинок та фінансову кризу, яка підкосила і комерційний кінематограф, для відновлення, Гетевей повернулася в 2010 з одразу трьома ролями. Американська спроба повторити успіх британського «Реального кохання» — фільм «День святого Валентина» — була невдалою. Зате «Аліса в Країні Чудес» Тіма Бертона за класикою Керрола з Білою Королевою у виконанні Гетевей стала одним з касових гігантів року. До кінця 2010-го вийшла драма «Кохання та інші ліки» Едварда Цвіка: за роль Мегі, яка страждає початковою стадією паркінсонізму, Гетевей номінована на «Золотий глобус» у категорії «Найкраща головна жіноча роль».

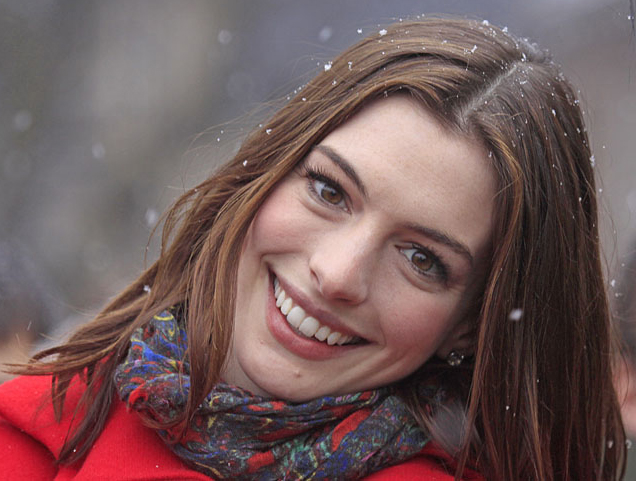
У 2010 році

За образ повії, яка помирає від туберкульозу, у фільмі «Знедолені» (2012) Гетевей отримала премії «Оскар», «Золотий глобус», Гільдії кіноакторів США і БАФТА у категорії «Найкраща головна жіноча роль другого плану».
2013 року отримала премію «Сатурн» у категорії «Найкраща головна жіноча роль другого плану» за фільм «Темний лицар повертається».
Роль науковиці і астронавтки Амелії Бренд у науково-фантастичному фільмі «Інтерстеллар» 2014 року від Крістофера Нолана принесла Гетевей номінацію на премію «Сатурн» у категорії «Найкраща головна жіноча роль».

## Особисте життя
Гетевей вегетаріанка, любить літературу, у вільний час займається дизайном інтер'єрів та не афішує своє приватне життя. Акторка є прихильницею футбольного клубу «Арсенал». Гетевей стала вегетаріанкою у 2012 році, однак уже через два роки перестала нею бути. У 2018 році акторка повністю відмовилась від алкоголю.
29 вересня 2012 року Енн Гетевей одружилася з актором та підприємцем Адамом Шульманом, у Каліфорнії на єврейській церемонії Хупа. У 2016 році народила першого сина. У тому ж році вона придбала будинок вартістю понад 2 мільйона доларів у Верхньому Вест-Сайді, в штаті Мангеттен, де вона живе разом із чоловіком та синами. У листопаді 2019 року народила другого сина.
У 2024 році Гетевей вперше публічно заявила, що пережила викидень у 2015 році, виконуючи роль вагітної авіапілотеси у бродвейській виставі Grounded.

## Політичні погляди
Акторка підтримує рух за право на аборт та права емігрантів. Вона критикує Дональда Трампа через політику проти емігрантів під час його каденції. Вона також підтримує права членів ЛГБТ-спільноти та виділяє кошти для організацій, які підтримують легалізацію одностатевих стосунків. Енн Гетевей також виступає проти гомофобії, шкільного цькування, трансфобії, висловлювалась, що темношкірі «щоденно бояться за своє життя в Америці, як і робили це поколіннями».
На президентських виборах у США 2012 року підтримала кандидата від Демократичної партії Барака Обаму. У 2016 році вона підтримала Гілларі Клінтон на тогорічних президентських виборах та виступала на концерті в театрі Сейнт Джеймс на підтримку президентської кампанії Клінтон. На президентських виборах 2020 року вона підтримувала Джо Байдена, а через чотири роки підтримала Камалу Гарріс на тодішніх президентських виборах.

## Громадська діяльність
Акторка займається висвітленням проблем дитячих шлюбів. У липні 2006 року Гетевей протягом тижня брала участь у благодійній місії в Нікарагуа, займаючись вакцинацією дітей від гепатиту. Вона також подорожувала до інших країн для просування прав жінок та дітей, зокрема до Кенії та Ефіопії.

### Підтримка України
У 2022 році після вторгнення Росії в Україну Енн Гетевей виступила з підтримкою українського народу, який постраждав внаслідок військових дій з боку Росії. Гетевей зробила пожертвування у фонди «Червоного Хреста України», UNICEF та Save the Children, а також звернулася до прихильників з усього світу, закликавши фінансово допомогти постраждалим від війни українцям.
«Мир — це право людини. Будь ласка, приєднуйтесь до мене у пожертвуваннях. Я посилаю свої постійні щирі молитви до народу України», — написала Гетевей та додала хештег #istandwithukraine.

## Фільмографія

### Фільми
| Рік  | Українська назва                     | Оригінальна назва                        | Роль                | Примітки                   |
| ---- | ------------------------------------ | ---------------------------------------- | ------------------- | -------------------------- |
| 2001 | Щоденники принцеси                   | The Princess Diaries                     | Міа Термополіс      |                            |
| 2001 | По той бік неба                      | The Other Side of Heaven                 | Джин Сейбін         |                            |
| 2002 | Котяча вдячність                     | The Cat Returns                          | Хару Йосіока        | голос, англ. дубляж        |
| 2002 | Ніколас Ніклбі                       | Nicholas Nickleby                        | Медлін Брей         |                            |
| 2004 | Зачарована Елла                      | Ella Enchanted                           | Елла з Фрелла       |                            |
| 2004 | Щоденники принцеси 2                 | The Princess Diaries 2: Royal Engagement | Міа Термополіс      |                            |
| 2005 | Правдива історія Червоного капелюшка | Hoodwinked!                              | Червона шапочка     | голос                      |
| 2005 | Крейзі                               | Havoc                                    | Еллісон Ленг        |                            |
| 2005 | Горбата гора                         | Brokeback Mountain                       | Лурін Ньюсам Твіст  |                            |
| 2006 | Диявол носить Прада                  | The Devil Wears Prada                    | Андреа Сакс         |                            |
| 2007 | Джейн Остін                          | Becoming Jane                            | Джейн Остін         |                            |
| 2008 | Будь кмітливим                       | Get Smart                                | Агент 99            |                            |
| 2008 | Пасажири                             | Passengers                               | Клер Саммерс        |                            |
| 2008 | Рейчел одружується                   | Rachel Getting Married                   | Кім                 |                            |
| 2009 | Війна наречених                      | Bride Wars                               | Емма Аллен          |                            |
| 2010 | День Святого Валентина               | Valentine's Day                          | Ліз Каррен          |                            |
| 2010 | Аліса в Країні Чудес                 | Alice in Wonderland                      | Біла королева       |                            |
| 2010 | Кохання та інші ліки                 | Love & Other Drugs                       | Меггі Мердок        |                            |
| 2011 | Ріо                                  | Rio                                      | Перлинка (Jewel)    | голос                      |
| 2011 | Один день                            | One Day                                  | Емма Морлі          |                            |
| 2012 | Темний лицар повертається            | The Dark Knight Rises                    | Селіна Кайл         |                            |
| 2012 | Знедолені                            | Les Misérables                           | Фонтін              |                            |
| 2013 | Пристрасті Дон Жуана                 | Don Jon                                  | Емілі Ломбардо      | камео                      |
| 2014 |                                      | Song One                                 | Френні              | також продюсерка           |
| 2014 | Ріо 2                                | Rio 2                                    | Перлинка (Jewel)    | голос                      |
| 2014 |                                      | Don Peyote                               | Agent of TRUTH      | камео                      |
| 2014 | Інтерстеллар                         | Interstellar                             | Амелія Бренд        |                            |
| 2015 | Стажер                               | The Intern                               | Джулз Остін         |                            |
| 2016 | Аліса в Задзеркаллі                  | Alice Through the Looking Glass          | Біла королева       |                            |
| 2016 | Моя дівчина — монстр                 | Colossal                                 | Глорія              | також виконавча продюсерка |
| 2018 | Вісім подруг Оушена                  | Ocean's Eight                            | Дафні Клюгер        |                            |
| 2019 | Море спокуси                         | Serenity                                 | Карен Заріакас      |                            |
| 2019 | Відчайдушні шахрайки                 | The Hustle                               | Жозефіна Честерфілд |                            |
| 2019 | Темні води                           | Dark Waters                              | Сара Білотт         |                            |
| 2020 | Останнє, чого він хотів              | The Last Thing He Wanted                 | Елена Макмехон      |                            |
| 2020 | Відьми                               | The Witches                              | Ева Ернст           |                            |
| 2022 | Час Армагеддону                      | Armageddon Time                          | Естер Графф         |                            |
| 2023 | Вона прийшла до мене                 | She Came to Me                           | Патріша Лауддем     | також продюсерка           |
| 2024 | Материнський інстинкт                | Mothers' Instinct                        | Селін               | також продюсерка           |
| 2024 | Думка про тебе                       | The Idea of You                          | Солен               | також продюсерка           |
| 2026 | Диявол носить «Прада» 2              | The Devil Wears Prada 2                  | Андреа Сакс         |                            |
| 2026 | Вулиця Флауервейл                    | Flowervale Street                        |                     |                            |
| 2026 | Одіссея                              | The Odyssey                              |                     |                            |
| 2026 | Веріті                               | Verity                                   | Веріті Кроуфорд     | також продюсерка           |

### Телебачення
| Рік       | Українська назва                        | Оригінальна назва   | Роль                      | Примітки                                              |
| --------- | --------------------------------------- | ------------------- | ------------------------- | ----------------------------------------------------- |
| 1999—2000 | Будь собою                              | Get Real            | Меган Грін                | 22 серії                                              |
| 2008      | Суботнього вечора в прямому ефірі       | Saturday Night Live | гість                     | Епізод: «Anne Hathaway / The Killers»                 |
| 2009      | Сімпсони                                | The Simpsons        | Дженні                    | голос, Епізод: «The Good, the Sad and the Drugly»     |
| 2010      | Суботнього вечора в прямому ефірі       | Saturday Night Live | гість                     | Епізод: «Anne Hathaway / Florence + the Machine»      |
| 2010      | Сім'янин                                | Family Guy          | Меггі / у ролі самої себе | голос, Епізоди: «Go, Stewie, Go!» і «April in Quahog» |
| 2011      | 83-тя церемонія вручення премії «Оскар» | 83rd Academy Awards | ведуча церемонії          | спільно з Джеймсом Франко                             |
| 2011      | Сім'янин                                | Family Guy          | блондинка                 | голос, Епізод: «It's a Trap!»                         |
| 2012      | Суботнього вечора в прямому ефірі       | Saturday Night Live | ведуча                    | Епізод: «Anne Hathaway / Rihanna»                     |
| 2012      | Сімпсони                                | The Simpsons        | Дженні                    | голос, Епізод: «Moonshine River»                      |
| 2015      | Ліпсінк Батл                            | Lip Sync Battle     | гість                     | Епізод: «Anne Hathaway vs. Emily Blunt»               |
| 2019      | Сучасне кохання                         | Modern Love         | Лексі                     | 2 серії                                               |
| 2020      | Вулиця Сезам                            | Sesame Street       | гість                     | Епізод: «Elmo's Playdate»                             |
| 2021      | Королівські перегони Ру Пола            | RuPaul's Drag Race  | гість                     | Епізод: «Social Media: The Unverified Rusical»        |
| 2021      | Солос                                   | Solos               | Лія                       | Епізод: «LEAH»                                        |
| 2022      | Стартап, що зазнав краху                | WeCrashed           | Ребека Нейман             | 8 серій; також виконавчий продюсер                    |

## Нагороди та номінації
| Нагорода                                | Рік  | Категорія                                                   | Робота                   | Результат |
| --------------------------------------- | ---- | ----------------------------------------------------------- | ------------------------ | --------- |
| Оскар                                   | 2009 | Найкраща жіноча роль                                        | Рейчел одружується       | Номінація |
| Оскар                                   | 2013 | Найкраща жіноча роль другого плану                          | Знедолені                | Перемога  |
| BAFTA Film Awards                       | 2013 | Найкраща жіноча роль другого плану                          | Знедолені                | Перемога  |
| Золотий глобус                          | 2009 | Найкраща жіноча роль — драма                                | Рейчел одружується       | Номінація |
| Золотий глобус                          | 2011 | Найкраща жіноча роль — комедія або мюзикл                   | Кохання та інші ліки     | Номінація |
| Золотий глобус                          | 2013 | Найкраща жіноча роль другого плану                          | Знедолені                | Перемога  |
| Премія Гільдії кіноакторів США          | 2006 | Найкращий акторський склад в ігровому кіно                  | Горбата гора             | Номінація |
| Премія Гільдії кіноакторів США          | 2009 | Найкраща жіноча роль                                        | Рейчел одружується       | Номінація |
| Премія Гільдії кіноакторів США          | 2013 | Найкраща жіноча роль другого плану                          | Знедолені                | Перемога  |
| Премія Гільдії кіноакторів США          | 2013 | Найкращий акторський склад в ігровому кіно                  | Знедолені                | Номінація |
| HCA TV Awards                           | 2022 | Найкраща акторка в стрімінговому мінісеріалі або телефільмі | Стартап, що зазнав краху | Номінація |
| Премія Лондонського гуртка кінокритиків | 2009 | Найкраща акторка                                            | Рейчел одружується       | Номінація |
| Премія Лондонського гуртка кінокритиків | 2013 | Найкраща акторка другого плану                              | Знедолені                | Перемога  |